# Miguel Quiame
Miguel Geraldo Quiame est un footballeur international angolais né le 17 septembre 1991. Il évolue au poste de défenseur au Petro Atlético.

## Carrière
- 2009-2010 : Académica Soyo ( Angola)
- 2010-2013 : Petro Atlético ( Angola)
- 2013-2014 : AEL Limassol ( Chypre)
- 2014-201. : SL Benfica ( Angola)